# Gorzędziej
Gorzędziej – wieś kociewska (dawniej miasto) w Polsce położona w województwie pomorskim, w powiecie tczewskim, w gminie Subkowy, 6 km na południe od Tczewa, na skarpie wiślańskiej. Wieś jest siedzibą sołectwa Gorzędziej w którego skład wchodzi również miejscowość Mały Gorzędziej.
Gorzędziej uzyskał lokację miejską w 1287 roku, zdegradowany w 1312 roku. W latach 1975–1998 miejscowość administracyjnie należała do województwa gdańskiego.

## Historia
W IX w. w miejscu obecnej wsi istniał gród, strzegący szlaków handlowych. W pierwszej połowie XIII w. gród został rozbudowany, a od 1251 stał się własnością Sambora II. W 1280 Mściwoj II przekazał Gorzędziej biskupowi płockiemu Tomaszowi, z prawem założenia miasta. Miasto zostało lokowane w Gorzędzieju w roku 1287. Już w rok po lokacji, w roku 1288 książę Mściwoj II zatwierdzając przywileje zastrzegł, aby napływający osadnicy przybywali spoza granicy. Miało to na celu ograniczenie sprowadzenia osadników z innych okolicznych miast. W roku 1288 Gorzędziej uzyskał kolejny przywilej - zdobył prawo otoczenia miasta obwarowaniem, poprawiającym bezpieczeństwo. Gorzędziej był miastem na prawie magdeburskim, będącym własnością biskupa płockiego. W 1312 Krzyżacy wykupili Gorzędziej i odebrali mu prawa miejskie, w związku z czym zahamowany został rozwój miejscowości.

## Zabytki
Według rejestru zabytków NID na listę zabytków wpisane są:
- gotycki kościół parafialny pw. św. Wojciecha,  z XIV w., jednonawowy, przebudowany w XVIII-XIX w. (obecnie sanktuarium), nr rej.: A-1207 z 15.02.1988. W wyposażeniu późnogotyckie rzeźby i barokowe ołtarze;
- cmentarz przy kościele, nr rej.: j.w.
- zespół dworski, XIX-XX, nr rej.: A-1165 z 30.04.1987: klasycystyczny dwór z 3 ćw. XIX w. pozbawiony cech stylowych, dwuskrzydłowy z dachem naczółkowym i park[5].

Ponadto we wsi znajduje się klasztor karmelitów bosych z XVIII-XIX w., zbudowany prawdopodobnie w miejscu dawnego grodu na wzniesieniu usytuowanym na krawędzi doliny Wisły. Według tradycji w 997 św. Wojciech, płynąc Wisłą do Prus, zatrzymał się w Gorzędzieju, aby odprawić nabożeństwo.